# Jean-Lucien Guillaume

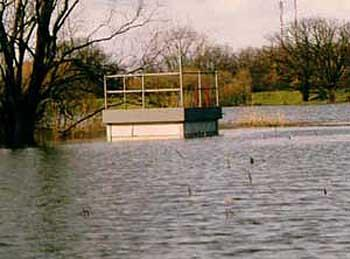
Reconstruction du sommet d'un mirador à Gartow, Allemagne, 1992.

Jean-Lucien Guillaume, né le 29 mai 1960 dans le 7e arrondissement de Lyon (Rhône-Alpes), est un plasticien et peintre français.

## Biographie
Vit à Bruxelles (Belgique).
Études en Histoire de l'art à l'Université Lyon 2 avec Bernard Ceysson comme professeur en art contemporain puis en départements Art et Communication à l'École Nationale des Beaux-Arts de Lyon avec notamment comme professeurs : Jacques Rivière, Alain Charre, Patrick Raynaud.
Jean-Lucien Guillaume reconnait une allégeance à la Peinture et appartient à cette catégorie d’artistes qui, de Raymond Roussel, Marcel Duchamp, Kurt Schwitters ou Robert Filliou envisagent leur œuvre comme un travail sur le langage, les mots, les sons, les images, le jeu afin de remettre en question les fondements mêmes de la création.
Son œuvre s’inscrit dans la lignée du Bauhaus, et des principaux mouvements du XXe siècle: art conceptuel, art minimal, arte povera, art concret, néo-géo, Supports/Surfaces. Jean-Lucien Guillaume utilise toutes sortes de matériaux et procède le plus souvent par accumulation, recouvrement all-over, analogie, détournement, transformation. Il privilégie l’installation conçue in situ et peut aussi déléguer la production à différents artisans ou industriels. De l’intérieur vers l’extérieur, et vice versa, les projets se confrontent à l’espace, dialoguent avec l’architecture.
En 1975 suit les cours du soir des Beaux-Arts de Lyon avec Jackie Kayser comme professeur de Peinture. En 1977, partage un premier atelier avec Dominique Richard avec lequel il expose à Saint-Tropez en 1978. 
En 1978, la découverte de la peinture de Paul Jenkins puis en 1979 celle de Pierre Soulages au centre Beaubourg conduisent le jeune artiste à envisager la peinture autrement et à rechercher ses propres outils.
Dès le début des années 1980, il recourt à des techniques n’appartenant pas au champ artistique traditionnel en utilisant notamment le matériel de l'univers bureautique comme des photocopieurs (Canon, Xerox) "non pour reproduire, mais pour produire des images". Les années copy-art. Le plus souvent en noir et blanc, ses images de paille industrielle lisses et froides lui servent à recouvrir différents objets ou surfaces. Cette période qualifiée  par Christian Bernard de « Taxidermie Appliquée à l’Objet » commence en 1981 avec l’installation Sur la paille présentée à la galerie Lieux de Relation dirigée par les artistes Jean-Philippe Aubanel et Christian Vanderborgh. Il s'affirme en 1982, avec Ugénon 2 Campbell : in appart'é, seconde exposition saluée par René Déroudille et les critiques d'art locaux. Une vidéo de l'évènement est réalisée par Charles Picq et produite par FRIGO-FDS-Radio Bellevue avec une musique de Gilles Grand.  
En 1984, Jean-Lucien Guillaume rencontre Michel Giroud et rejoint les correspondants de Kanal magazine consacré à l'art contemporain en France. Dans le cadre d'« Octobre des Arts » à Lyon et avec le soutien de Thierry Raspail, STILL LIFE, the fridge est présenté comme une "peinture-vidéo" à FRIGO. Puis Chaise empaillée pour l’exposition collective « État de Sièges » à la MAPRA. Dès lors, la S.A. FORMICA propose son partenariat industriel à l'artiste. Il expose à Barcelone dans le cadre de la Biennale des Jeunes Créateurs avec entre autres artistes lyonnais Rachid Taha et le groupe Carte de séjour sous l'égide d'André Mure, adjoint au maire délégué aux Affaires culturelles. 
En 1985, l'installation ARCADA PALEA présentée sous les péristyles du musée des beaux-arts de Lyon dans le cadre d’Octobre des Arts, met en scène les quatre arcades monumentales composées de modules de bois (soit 8 rectangles et 8 quarts de cercle) avec plaquage dans une édition exclusive de stratifié codifiée ASP 44 produite par la SA FORMICA pour Jean-Lucien Guillaume. Par la suite, plusieurs de ces panneaux sont recyclés en modules de plus petits formats s'inscrivant dans le format A3 (carré, quart de cercle, triangle et rectangle) sur la base d'un carré de 25 x 25 cm et lui permettront de matérialiser les premières œuvres MODUL’ART. 
L'alphabet MODUL’ART rend hommage à Joseph Albers typographe. MODUL'ART est un système d'intervention, c'est également un manifeste. Différents assemblages mêlant les formes MODUL'ART sont réalisés avec divers bois ou dérivés tels les stratifiés dans un recyclage de mobilier des années 50 à 70 auxquels peuvent être ajoutés des éléments naturels. 
En février 1987 se rend à New York grâce à la vente de deux sérigraphies : La France sur la paille et Autoportrait à la statue de la Liberté avec la ferme intention de rencontrer Andy Warhol. 
En 1988, avec l’exposition « Système, Objet, Design » à Tarare, Jean-Lucien Guillaume commence son partenariat industriel avec la Société Gerflor (anciennement Taraflex). Dès lors, les modules sont emboutis directement à l’usine avec les propres outils de découpe de l’artiste dans la gamme annuelle de son partenaire industriel dont les références changent d’année en année. Sous forme de quasi Ready-made, c’est ainsi que les empilements MODUL’ART sont apparus.
Le 29 novembre 1988, un incendie ravage son atelier et showroom "ART TUNNEL". Là où différents artistes dont Jean-Pierre Sougy, Philippe Durand, Gilles Touyard, Mikhael Crest Timofeev…) ont pu être présentés.
En 1989, le temps nécessaire à la reconstruction, avec une bourse de l'OFAJ, Jean-Lucien Guillaume rejoint Axel Lieber à Berlin avec lequel il partage atelier et appartement à Kreuzberg. Cette même année, Blaise Adilon, Jean-Lucien Guillaume et Yan Pei-Ming sont les premiers artistes à exposer dans la galerie DOMI NOSTRAE de Fabrice et Christine Treppoz à Lyon.
En 1990, Jean-Lucien Guillaume retrouve son nouvel atelier/show room "ART TUNNEL" reconstruit avec Jean-Yves Arrivetz, architecte.
En 1992, sur une invitation du West Wendisher Kunstverein et de Peter Rutemberg, agent d'art à Berlin, Jean-Lucien Guillaume réalise Pas une tour d'ivoire mais une tour pour y voir soit la reconstruction de la partie supérieure d'un mirador à l'image de ceux qui jalonnaient l'ancienne frontière entre la DDR et RFA soit à Gartow en bordure du Seege affluent de l'Elbe.
En 1994, Jean-Louis Maubant et Olivier Donat, directeurs du Nouveau Musée/ Institut d'art contemporain de Villeurbanne exposent MODUL'ART sous l'intitulé VARIUM ET MUTABLE soit un vaste ensemble d'empilements dont les contenus sémantiques correspondent à différentes LOCUTIONS LATINES produit avec le partenariat industriel de Gerflor. Dans cette exposition, les cartels sont remplacés par une bande sonore diffusée en boucle avec la voix de Lina Braunschweig (France Inter) reprenant les différentes locutions.
En 1996, s'installe à Bruxelles.
En 1997, réalise un ensemble de lunette(s) de toilette avec l'entreprise OLFA dont l'usine de production est basée dans les Ardennes. Puis au centre historique de Bruxelles achète un immeuble vu comme écrin soit dans l'IMPASSE DES LUNETTES - BRILLEN GANG.
En 1998, Martijn Scheffer écrit la première version du programme MODUL’ART.
En 1999, transforme son atelier de Bruxelles en véritable Chocolate Factory. La série C.C.A.O soit la Couverture de Chocolat Appliquée à l'Objet voit le jour à l'instar de la T.A.O _Taxidermie Appliquée à l'Objet_ créée en 1981. À cette occasion, l'artiste réalise "Gaz de France" soit des tablettes de chocolat moulées à partir d'une bête plaque en fonte avec le partenariat de PLANETE CHOCOLAT et Franck Duval, chocolatier à Bruxelles.
En 2010, l’empilement MODUL'ART 'OGFSB _Omnium Gallorum Fortissimi Sunt Belgae_ est exposé à BOZAR de Bruxelles. Une nouvelle version du programme "MODUL'ART V2" voit le jour avec les Processeurs Intel.
En 2011, les outils de découpe MODUL'ART sont détruits. Dès lors, les nouvelles œuvres MODUL'ART sont composées de modules découpés au laser selon les fichiers numériques de l'artiste. Un certificat original délivré par l'artiste les accompagne.
Si les œuvres de la période T.A.O. soit la Taxidermie Appliquée à l'Objet et le corpus MODUL’ART sont sans conteste les plus connues du public, d’autres réalisations sont néanmoins notables, parmi lesquelles la reconstruction de la partie supérieure d’un mirador en Allemagne, ou en Belgique Le Gang des lunettes ou Comment envisager une œuvre d’art au cœur de l’abruxellation  selon le néologisme de Juan d'Oultremont dont l'histoire est publiée en 2008 par Jean-Louis Maubant pour Ambition d'Art.
Depuis 2012, Jean-Lucien Guillaume présente également des photographies dont certaines datées dans les années quatre-vingt voire d'autres plus récentes prises lors de ses nombreux voyages comme les séries : Cabanes, Vers le ciel, Univers-îles ou Sables exquis .

## Citations
à propos de la T.A.O. soit la Taxidermie Appliquée à l'Objet
- "Jean-Lucien Guillaume obtient des images singulières dont la graphie se révèle qu’il le veuille ou non « artistique », s’imposant d’une manière convaincante", René Déroudille - LYON MATIN, 8 avril 1982
- "Le travail de Jean-Lucien Guillaume porte notamment sur l’objet quotidien et utilitaire. Il le fait mourir à sa fonction première pour en faire un luxe pour le regard", Marie-Christine Vernay, LYON POCHE, 3 octobre 1984

à propos de MODUL'ART®
- « Du chapeau de l'illusionniste sortent des décors, des fictions, des questions, et jamais de réponse que celle-ci: jouons de tout puisqu'il n'y a pas plus d'espoir que de désespoir. » Jean-Louis Maubant, mai 1990 [7].
- « Jean-Lucien Guillaume inscrit parfois des mots, tel Robert Barry (CENSURE, hier à la maison du livre de Villeurbanne, WHAT ABOUT ici) et dessine parfois, à l'instar d'un autre marcheur du désert, des moutons. Le campus de Bron est donc plein de moutons. Certains disparaîtront à la fin de l'exposition, d'autres (la plupart) resteront. » Bernadette Bost, journal le Monde, 23 février 1991 [8].
- " Jean-Lucien Guillaume choisit d’enfermer la morale dans une masse compacte où le sens reste virtuel, fonction de notre application et de notre attention. Nous sommes ainsi renvoyés à un temps où la chose et le mot sont tout un, où le sens gît au cœur de la forme qu’il nous appartient de déployer pour le lire. Une sorte d’âge d’or en somme que la sagesse latine, par la grâce de Jean-Lucien Guillaume, met à notre portée ", Patrice Béghain, maire adjoint à la Culture, Ville de Lyon, juin 1994

à propos de "Pas une tour d'ivoire, mais une tour pour y voir"
- "Ich finde ein Denkmal von dem französischen Künstler Jean-Lucien Guillaume im Wendland bei Gartow besonders intéressant. Es entstand 1992 und ist der Nachbau des oberen Teils eines alten Beobachtungsturms der DDR-Grenztruppen. Aber das Denkmal steht nicht an seinem ursprünglichen Ort im ehemaligen ostdeutschen Grenzraum, sondern auf westdeutschem Terrain. Den Besuchern gibt es auch nicht den Blick auf die ehemalige Grenze, sondern auf historisch unbedeutendes Gebiet frei. Der Künstler vermeidet trotz der Imitation eine Wiederholung der ursprünglichen Blickkonstellationen und widerspricht damit einer allgemeinen Erwartungshaltung...", Dr. Maren Ullrich, Expertin für deutsch-deutsche Gedenkkultur in LITTLE BERLIN - "Denk mall", novembre 2009

"Geteilte Ansichten- Erinnerungslandschaft deutsch-deutsche Grenze", Aufbau-Verlag, 2006
- "Elfenbeinturm, sondern ein Turm, um dorthin zu gucken“ heißt aus dem Französischen übersetzt eine Plastik, die am Ufer des Flusses Seege bei Gartow steht. Fast zehn Kilometer von der früheren innerdeutschen Grenze enFernt erinnert das Kunstwerk an einen Beobachtungsturm an der DDR-Grenze. Im Jahre 1992 entstand die Arbeit des französischen Künstlers Jean-Lucien Guillaume im Rahmen des zweiten Wendland-Symposions. Er bildete aus Stahl, Beton und Glas den oberen Teil eines DDR-Beobachtungsturmes nach und nutzte dafür zum Teil auch Originalteile eines solchen Turmes. Das Kunstwerk wurde am mit Schilf bewachsenen Ufer der Seege eingelassen und erweckt den Eindruck eines eingesunkenen oder gar versunkenen Beobachtungsturmes, der zudem bewusst auf westdeutschem Boden steht. Standort: Gartow, Ufer der Seege [10], Plastik „Pas une tour d'ivoire mais une tour pour y voir“ Seite 137

## Principales œuvres
- « Pas une tour d’ivoire mais une tour pour y voir », reconstruction de la moitié supérieure d’un mirador (DDR) juste après la destruction du mur en Allemagne
- corpus MODUL’ART®
- Héliogravures : Œil droit + Œil gauche[11]

## Expositions (liste non exhaustive)

### Expositions personnelles
- 1989	 « Points de Vue », Croix MODUL’ART®, Berlin, Villeurbanne
- 1989	 « Vous êtes ici », galerie Domi Nostrae, Lyon (cf. catalogue)
- 1990	 MODUL'ART®, galerie Brigit March, Stuttgart, Allemagne
- 1991	 « Or Petroléum », commissaire :  Françoise Lonardoni, galerie ESCA, Nîmes
- 1994	 « Varium et Mutable », commissaires : Jean-Louis Maubant / Pascal Pique / Olivier Donat, Institut d’Art Contemporain, Villeurbanne (cf. catalogue)

### Expositions collectives
- 1987	 « École Buissonnière » avec Nieck Van de Steeg, Tineke Van Halzum, Villeurbanne. Commissaire : Giselle Godart
- 1988	 « Système, Objet Design » avec le groupe TOTEM, Office culturel, Tarare (cf. catalogue)
- 1988	 « Biennale des jeunes créateurs de l'Europe méditerranéenne » Bologne, Italie (cf. catalogue)
- 1989	 avec Roberto Martinez, Numa Droz, Yan Pei-Ming, galerie Domi Nostrae, Lyon
- 1990	 avec Martine Neddam, Philippe Thomassin »[12], commissaire : Marie-Claude Jeune, Maison du Livre de l'Image et du Son, Villeurbanne (cf. catalogue)
- 1991	 « Subtransalpina » Fort de Barde, Italie (cf. catalogue)
- 1994	 « Avant Première » avec Richard Long, Michelangelo Pistoletto, Markus Raetz, David Mach, Jacques Vieille, Jean-Luc Vilmouth, Mario Merz, Joseph Kosuth, Urs Lüthi, Bertrand Lavier, Sarkis, Françoise Quardon, Christian Boltanski, Gina Pane, Paul-Armand Gette, ELAC, FRACRA, commissaires :  Marie Lapalus et Odile Plassard, ELAC, Lyon
- 1995	 « Ensayo general » Musée Carrillo Gil, Mexico, Mexique musée d'art contemporain, Santiago, Chili (cf. catalogue)
- 1996	 « Prendre le temps », Musée d'Art Contemporain, Lyon, G7, commissaire : Thierry Raspail
- 2004	 « Vous êtes ici chez vous", galerie Domi Nostrae avec Claire Chevrier, Nina Childress, Jacques Fournel, Yan Pei-Ming, Françoise Quardon, Jose Maria Sicilia, Sigurdur Arni Sigurdsson
- 2004	 « DES YEUX AUX IMAGES »[13], URDLA, Villeurbanne, commissaire : Max Schoendorff
- 2008	 « Echelle d'Attitudes », Institut d'art contemporain, la Collection Rhône-Alpes en région avec Sylvie Blocher, Jimmie Durham, Jean-Lucien Guillaume, Yuri Leiderman, Shirin Neshat, Franck Scurti, Allan Sekula et Fiona Tan
- 2009	 « HIPPOCAMPE » avec Stéphane Braconnier, Philippe Cognée, Philippe Deléglise, Eric Dietman, Jean-Lucien Guillaume, Marcia Hafif, Yannick Hedel, Rémi Jacquier, Alison Knowles, Denis Laget, Rajak Ohanian, Claudio Parmiggiani, Jacqueline Salmon, Max Schoendorff, Robert Wilson, Bruno Yvonnet
- 2012	 « Soleil noir / Faire face », Collection Fabrice et Christine Treppoz, galerie Domi Nostrae, installation au Château de Chaumont-sur-Loire
- 2014	 « Lounge 2 » avec Franz Burkhardt, Voebe de Gruyter, Wim Delvoye, Michel François, Marc Guillaume, Thomas Huber, Sylvie Macias Diaz, Jonathan Monk, Claudia Radulescu, Kurt Ryslavy, Lukas Vandenabeele, Heidi Voet, Andy Warhol commissaire : Philippe Braem, Bruxelles
- 2018	 « LE MONDE DE DEMAIN » une proposition de l'IAC pour Bremens/Associés/Notaires. Commissaire: Nathalie Ergino, directrice de l'IAC avec : Roland Fisher, Laurent Grasso, Jean-Lucien Guillaume, Ann Véronica Janssens, Véronique Joumard, Pierre Malphettes, Ettore Spalletti.

## Collections publiques
- Fonds régional d'art contemporain (FRAC) Rhône-Alpes, "Censure", MODUL’ART, 1992
- Fonds régional d'art contemporain  (FRAC) Rhône-Alpes, "Le monde de demain", MODUL’ART, 1992
- Fonds national d'art contemporain (FNAC), France, "Do it yourself", MODUL’ART, 1993
- Ville de Lyon, "Je me souviens", MODUL’ART, 1995
- Institut d'Art Contemporain - FRAC-RA, Villeurbanne 1998
- Bibliothèque nationale de Paris, 1995, 2002, 2003
- Différentes artothèques : Lyon, Villeurbanne, Annecy, Chambéry, Grenoble...